# Tipula skuseana
Tipula skuseana är en tvåvingeart som beskrevs av Alexander 1971. Tipula skuseana ingår i släktet Tipula och familjen storharkrankar. Inga underarter finns listade i Catalogue of Life.